# Homa Arjomand
 Homa Arjomand, née en 1952, est une femme politique iranienne vivant en exil au Canada. 

## Biographie
Elle a notamment joué en 2005 un rôle important dans la campagne victorieuse contre l'adoption par l'État de l'Ontario (Canada), d'une législation permettant la mise en place de tribunaux jugeant selon le droit islamique des affaires civiles ce qui lui a notamment valu d'être consacrée femme de l'année 2006 par le journal québécois La Gazette des Femmes. Elle est également présidente de la branche canadienne de Children First Now, porte-parole de la Campagne Internationale pour la défense des droits des femmes en Iran et membre du comité de pilotage de l'Organisation pour la libération des femmes. Homa Arjomand est membre du comité central du Parti de l'unité communiste-ouvrière[réf. nécessaire].